# Järnvägskorridor
En järnvägskorridor är en gränsöverskridande järnväg, som möjliggör att samma tåg med samma förare ska kunna köra hela sträckan.

## Kännetecken
- Järnvägskorridor är ett begrepp skapat av EU för att skapa ett nät av gränsöverskridande järnvägslinjer genom Europa för att höja tågets konkurrenskraft, främst för godstransporter.
- En järnvägskorridor kännetecknas av att hela linjen, förutom spårvidd och koppel, har ett gemensamt säkerhetssystem med signaler, hyttsignalsystem, ställverk och trafikföreskrifter byggt på det standardiserade European Rail Traffic Management System, ERTMS.
- Kontaktledningarna följer även vissa standardkrav men däremot kan strömsystemet variera. Det är ett problem man inte kommer från, då det blir för dyrt att byta, även om likströmssystemen är på väg att på sikt fasas ur.
- EU definierade under mitten av 2000-talet sex olika järnvägskorridorer A - F där varje land som passeras förbundit sig att efter en tidsplan uppgradera berörda korridoravsnitt efter en överenskommen tidsplan.

## Korridor B
I Sverige går en del av korridor B, den längsta korridoren som går mellan Stockholm och Neapel.
Följande delsträckor är planerade:
- Stockholm - Tyska gränsen (genom Danmark), 2015, men uppskjutet till tidigast 2020.
- Tyska gränsen - München, 2020
- München - Innsbruck, år ej fastställt
- Innsbruck - Neapel 2014

Redan innan dessa år förekommer det genomgående godståg som dock måste ha flera 